# Stabilit
Stabilit – francuski przemysłowy materiał wybuchowy, mieszanina 68% azotanu amonu, 21% nitrogliceryny, 8% nitrozwiązków aromatycznych, 2,5% stałego materiału pędnego i 0,5% nitrocelulozy.
Właściwości:
- prędkość detonacji - 6300 m/s (przy gęstości 1,26 g/cm³)
- ciepło wybuchu - 4300 kJ/kg
- objętość właściwa gazów wybuchowych - 883 dm³/kg